# Val Graveglia
La val Graveglia è una vallata della città metropolitana di Genova, attraversata quasi interamente dal torrente omonimo. La sua area geografica ricalca in parte il territorio del comune di Ne, creato dall'unione dei diversi borghi e villaggi sparsi nella valle.

## Geografia
Il territorio è circondato da diverse vette montane tra cui il monte Zatta, posto al confine tra le province confinanti di Parma, della Spezia e la città metropolitana di Genova, dalle cui pendici (a quota 950 metri) nasce il torrente Graveglia il quale attraversa la valle per poi confluire nel fiume Entella nella piana alluvionale tra i comuni costieri di Chiavari (ovest) e Lavagna (est).
La morfologia dei terreni è caratterizzata da ripidi pendii e frequenti sono i ritrovamenti di cavità nella roccia, diventate ad oggi meta di geologi e speleologi per approfondire uno studio più dettagliato del territorio e quindi sulla sua storia primitiva. Nella zona è presente una delle più grandi miniere di manganese d'Europa - la miniera di Gambatesa - visitabile nei giorni non lavorativi tramite una vera e propria escursione all'interno della cava. Per la visita viene utilizzato un trenino con vagoni passeggeri, usato abitualmente dai minatori nel lavoro di estrazione e trasporto merce.
La flora della valle è dominata per lo più da alberi di castagno e nella parte bassa sono presenti oliveti e vigneti, coltivati dai produttori locali per ricavarne pregiati oli di oliva e vini bianchi.

## Storia
Il posizionamento geografico della valle, stretta dalle montagne circostanti e terra di passaggio tra le diverse realtà culturali storiche quali quelle spezzine e parmensi, ha fatto sì che il territorio subisse quasi una sorta di isolamento e fosse percorso da autonome vicende locali. Così come il comune che principalmente la costituisce - Ne - di cui non esiste di fatto un'unica versione storica della valle, in quanto il suo territorio è formato da vari borghi, frazioni e località solo in seguito riuniti ed accorpati in un'unica amministrazione comunale.
Subì quasi certamente, come le altre valli vicine come ad esempio la val d'Aveto, dapprima il dominio dei potenti marchesi Malaspina e successivamente il dominio della famiglia di Lavagna i Fieschi dall'XI secolo, fino alla cessione verso la Repubblica di Genova dal XIII secolo. A testimonianza dei fatti rimangono ancora oggi la presenza di numerose torri risalenti al Medioevo e ponti in pietra, caratteristico quello del borgo di Nascio. Con l'istituzione della Repubblica Ligure di Napoleone Bonaparte dal 1805, posta all'interno dei confini francesi, i vari borghi neesi vennero sottoposti nel Dipartimento degli Appennini chiavarese.
Passò quindi sotto il Regno di Sardegna nel 1815, alla caduta di Napoleone, e successivamente nel Regno d'Italia dal 1861.

## Borghi storici

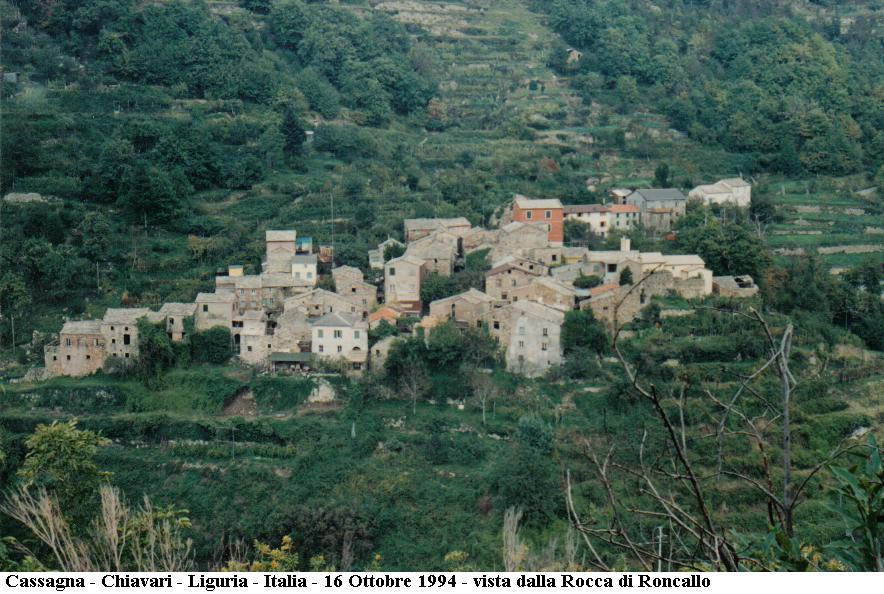
Il borgo di Cassagna.

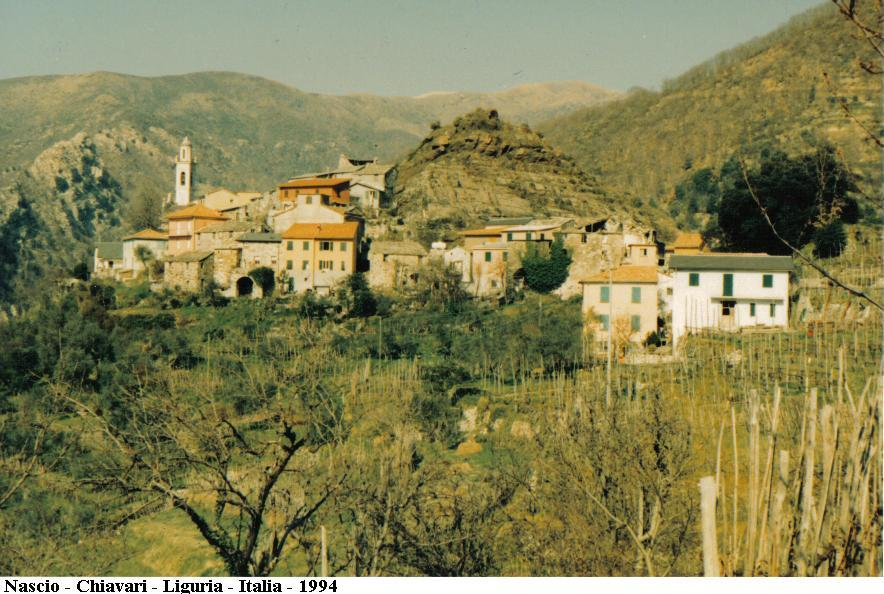
Il borgo di Nascio.

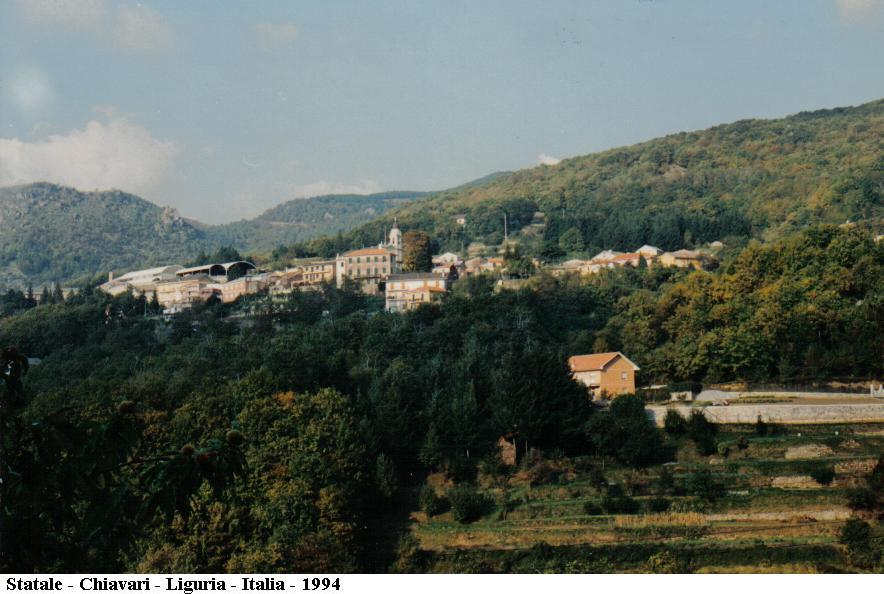
Il borgo di Statale.

- Arzeno. Secondo alcune fonti locali il borgo viene citato in antichi documenti già dal XIII secolo. La chiesa parrocchiale, intitolata a San Lorenzo, è stata recentemente restaurata nei primi anni del XX secolo.
- Botasi. È il nucleo più consistente di una vasta area, tra vegetazione di castagneti e zone di pascolo. Sono presenti un centro agrituristico, allevamenti di api, da cui si ricavano il miele, e recenti coltivazioni di mele. Attraverso diversi sentieri montani, come il passo della Camilla, si può salire al nucleo abitativo di Case Zatta - posto alle pendici del monte omonimo - oppure salire verso la Valle Sturla.
- Campo di Ne. Già nel 1535 la località fu segnalata come tra le più popolose della valle, dando in seguito il nome all'intero territorio comunale. Secondo fonti locali qui vi fu eretto un antico castello medievale, posto in posizione strategica e con un'ampia visuale su tutto il comprensorio neese. Il castello fu in seguito demolito dalla Repubblica di Genova nel 1133 per ignari motivi. La chiesa di Santa Maria Assunta è sicuramente di antiche origini, anche se le forme attuali risalgono alla seconda metà del XVII secolo e ulteriori restauri effettuati nel XIX secolo. All'interno è conservato un pregevole trittico del 1546 di Teramo Piaggio raffigurante la Madonna con il Bambino Gesù tra San Michele Arcangelo e San Bernardo.
- Case Soprane. Posta su un'altitudine di 686 metri è il borgo più elevato dell'intero comprensorio neese. Dalla località Piani di Chiappozzo, attraverso il passo del Biscia, si accede all'Alta Val di Vara.
- Cassagna. Uno tra i borghi meglio conservati presenta, nei pressi della cappella di San Rocco, un'antica torre medievale trasformata nel 1930 in un'abitazione. Le prime notizie sul paese si hanno dal catasto della repubblica genovese dal 1467, relativo agli abitati dipendenti dalla Podesteria di Sestri Levante.
- Castagnola. Sita in mezzo ad una vasta area di vigneti.
- Chiesanuova. Il nome del borgo prende spunto dalla chiesa parrocchiale, intitolata a San Biagio, che fu costruita nel 1603 ad una sola navata e nel Settecento ampliata e dotata di una torre campanaria.
- Giastre.
- Iscioli. Anticamente citata come Aissolo è posta in un importante crocevia tra Sestri Levante e la Val di Vara, soprattutto perché nel suo territorio sono ancora attive cave per l'estrazione del marmo rosso e dell'argilla.
- Nascio. Sito sulle falde del monte Bianco era dotato, intorno all'anno 1000, di un antico castello anch'esso distrutto dai Genovesi nel 1033 per ignari motivi. La chiesa, dedicata alla Vergine Maria e a San Michele, fu costruita nel 1565 in un sito adiacente all'antico castello e un leggero rifacimento forse nel 1910, grazie ai fondi versati dagli abitanti emigrati in America Latina.
- Prato di Arzeno.
- Reppia. La chiesa parrocchiale di Sant'Apollinare, restaurata nel 1903, presenta un campanile costruito nel 1892. All'interno è conservato un trittico, recentemente restaurato ed attribuito a ignoto pittore ligure della fine del Cinquecento, raffigurante la santa tra San Giovanni Battista e San Lorenzo.
- Sambuceto. Nel borgo vi è una delle più antiche chiese della valle, dedicata ai santi Cipriano e Giustina, e dichiarata parrocchiale dal 1835.
- Statale. Antico villaggio già presente in epoca romana, come testimoniano i recenti ritrovamenti di un insediamento rurale nei suoi boschi, è uno dei più importanti nuclei della valle grazie anche alla presenza di un noto stabilimento di acque minerali, il maggiore nell'intero comprensorio provinciale. Di pregio la chiesa parrocchiale dedicata a San Bartolomeo.
- Terisso. Conserva un'antica cappella, intitolata a San Giovanni Battista, del XVIII secolo.
- Tolceto. Nel territorio sono presenti i resti della vecchia chiesa romanica di Santa Reparata, abbandonata nella seconda metà del XVI secolo. Nel paese e in mezzo ai castagneti sono ancora visibili numerosi essiccatoi per le castagne con le caratteristiche feritoie triangolari. Un sentiero montano permette di collegare il borgo con il vicino comune di Cogorno, attraversando il monte San Giacomo.
- Zerli. Fino a poco tempo fa uno dei maggiori centri del neese conserva ancora i resti del castello e della torre dei Garibaldi. Nella vicina località di Gosita è presente una quercia, in buono stato di vegetazione, la cui circonferenza del tronco raggiunge quasi i cinque metri e pertanto inserita dal WWF come uno dei più grandi alberi da proteggere.

## Gastronomia

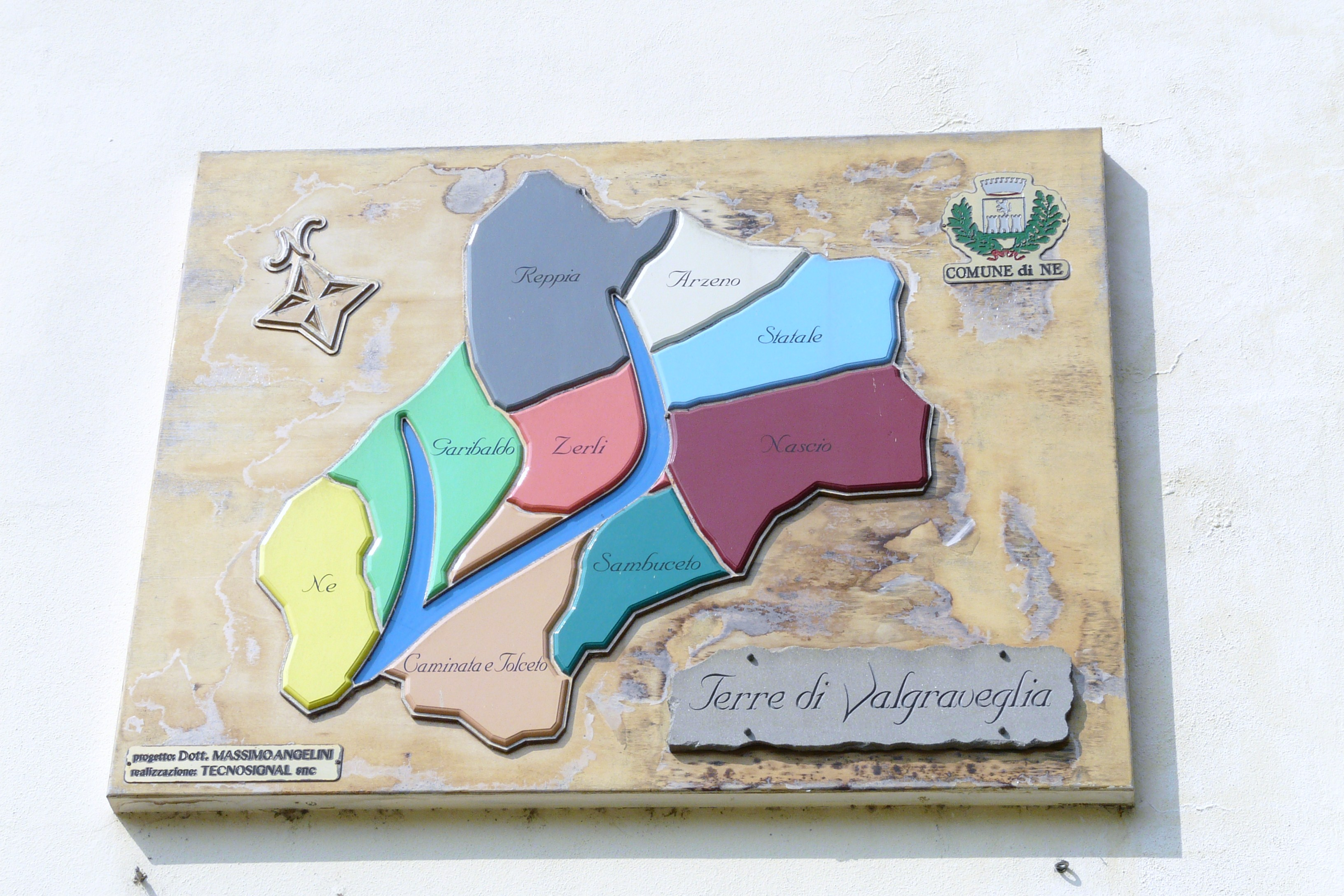
I nove nuclei della valle.

La cucina e i sapori del territorio prendono spunto maggiormente dalla cucina ligure, aggiungendo varianti culinarie derivanti dalla notevole vicinanza con le valli spezzine e parmensi. Tra i maggiori piatti locali troviamo i Testaroli - focaccette di grano chiamati in lingua ligure Testaieu - cotti nel camino a legna tramite appositi contenitori rotondi, solitamente in argilla, e conditi con il pesto. Altri piatti sono le torte di riso o con le patate. Nella valle viene prodotto un pregiato miele, grazie alla numerosa presenza di molte aziende atte nella coltivazione delle api, oltre a vini bianchi e oli d'oliva locali.

## Trasporti e vie di comunicazione
La Val Graveglia è accessibile tramite vari collegamenti stradali con i vicini comuni costieri o montani. Il territorio è attraversato quasi interamente dalla Strada provinciale 26, detta appunto della Val Graveglia, la quale permette il collegamento di Ne con il vicino comune di Carasco, quest'ultimo facilmente accessibile tramite il casello autostradale di Lavagna sull'Autostrada A12 Genova-Livorno. Strade secondarie permettono il rapido collegamento tra i vari borghi e paesi della valle neese.
Un servizio giornaliero di autobus di linea, gestito dalla società AMT (Genova), consente di raggiungere la valle anche attraverso i tre maggiori centri costieri del comprensorio del Tigullio Orientale quali Chiavari, Lavagna e Sestri Levante, raggiungibili facilmente anche tramite la tratta ferroviaria tirrenica Genova-Roma.